# John Mikaelsson
John Fredrik Mikaelsson (Kristinehamn, 6 dicembre 1913 – Contea di Placer, 16 giugno 1987) è stato un marciatore svedese.
Prese parte a due edizioni dei Giochi olimpici: Londra 1948 e Helsinki 1952; in entrambi i casi conquistò la medaglia d'oro nei 10 000 metri di marcia, rispettivamente con i tempi di 45'13"1 e 45'02"85 (quest'ultimo valido come record olimpico).

## Palmarès
| Anno | Manifestazione  | Sede     | Evento              | Risultato | Prestazione | Note |
| ---- | --------------- | -------- | ------------------- | --------- | ----------- | ---- |
| 1946 | Europei         | Oslo     | Marcia 10 000 metri | Oro       | 46'05"2     |      |
| 1948 | Giochi olimpici | Londra   | Marcia 10 000 metri | Oro       | 45'13"1     |      |
| 1952 | Giochi olimpici | Helsinki | Marcia 10 000 metri | Oro       | 45'02"85    |      |